# Equinox (film 1970)
Equinox è un film statunitense del 1970 di genere horror diretto da Jack Woods, e interpretato da Edward Connell, Barbara Hewitt, Frank Bonner e Robin Christopher. Sebbene non accreditato, il produttore Dennis Muren è stato anche un secondo regista. Il film si concentra su quattro giovani che fanno un picnic in un canyon della California, dove si imbattono in un antico libro usato per evocare demoni; presto scatenano una pletora di creature malvagie.
Il film è stato originariamente concepito come un cortometraggio dal produttore-regista Muren, allora intitolato "The Equinox: Journey into the Supernatural", che lo ha sviluppato e girato con gli amici Dave Allen e Jim Danforth nel 1967. Dopo che il distributore indipendente Tonylyn Productions ha espresso interesse a distribuire il film, il regista Jack Woods è stato assunto per girare riprese aggiuntive ed espandere il corto di Muren in un lungometraggio.
Equinox inizialmente si guadagnò la reputazione di film di mezzanotte durante la sua proiezione nelle sale, ma negli anni successivi è stato notato per il suo uso economico ma sofisticato di stop-motion, effetti speciali e cell animation, che sono stati forniti da Dave Allen e Jim Danforth; quest'ultimo in seguito lavorò a Flesh Gordon, in cui animava un mostro gigante simile a quelli di Equinox. Il film cult è stato influente per i generi horror e fantascienza, ricevendo elogi dal regista George Lucas e dall'artista degli effetti speciali Ray Harryhausen. In America è stato pubblicato in DVD dalla Criterion Collection nel 2006.

## Trama
Un giornalista visita David Fielding in un ospedale psichiatrico per una storia relativa alla morte dei suoi tre amici avvenuta esattamente un anno e un giorno prima. David è catatonico ma attacca il giornalista quando gli viene mostrata una foto del dottor Watermann, il suo ex professore. Nella colluttazione, Davide perde la sua croce cristiana e diventa frenetico per la sua scomparsa.
Il reporter ascolta le registrazioni su nastro della polizia che interroga David subito dopo essere stato portato in ospedale e ricostruisce gli eventi – raccontati in flashback – che lo hanno fatto impazzire.
David, Susan Turner, Jim Hudson e la sua ragazza, Vicki, cercano il dottor Watermann in un canyon forestale e scoprono che la sua cabina è stata distrutta. Mentre esplorano una grotta, incontrano un vecchio schiamazzante che dà loro un antico libro pieno di tradizioni e simboli magici. Il libro, che le note di Watermann descrivono come una "vera bibbia del male", puzza di zolfo e contiene il Padre Nostro scritto al contrario. Il gruppo scopre che gli esperimenti di Watermann con i rituali di evocazione del demone del libro sono andati male. Quando perse il controllo della gigantesca creatura tentacolare che aveva evocato, distrusse la sua casa.
Il dottor Watermann appare improvvisamente e strappa il libro a David; lui e Jim gli danno la caccia. David lo affronta, facendogli battere la testa e morire. Dopo che Jim e David se ne vanno, il corpo di Watermann svanisce in modo soprannaturale. Una guardia forestale, Asmodeus, scopre che Jim e David hanno il libro e manda dei mostri – una gigantesca creatura simile a una scimmia e un gigante dalla pelle verde e dalla pelliccia – per recuperarlo. La creatura simile a una scimmia uccide il vecchio dalla grotta.
Asmodeus tenta di violentare Susan, ma la croce che lei porta  lo respinge. Dopo che Susan perde accidentalmente la croce, viene posseduta dal demone e attacca Vicki, che non è in grado di fermarla. David arriva e mostra un simbolo mistico del libro, causando a Susan di perdere conoscenza.
Asmodeus uccide Jim e rivela la sua vera forma: un demone alato e rosso. Dopo aver ucciso Vicki, Asmodeus attacca David e Susan, che fuggono in un cimitero e si rannicchiano dietro una grande croce di pietra in cima a una tomba. Mentre il demone vola nella croce e muore, il cimitero esplode in fiamme, uccidendo Susan.  Una gigantesca figura oscura profetizza che Davide morirà in un anno e un giorno. Quando David si fa prendere dal panico e fugge verso una strada vicina per chiamare aiuto, un'auto senza conducente lo investe. Un'altra macchina con due passeggeri si ferma per aiutarlo.
David perde la sanità mentale e viene confinato in un ospedale psichiatrico. Un anno e un giorno dopo, una malvagia Susan arriva all'ospedale per ucciderlo.

## Sviluppo
Mentre studiava economia al Pasadena City College, il produttore e aspirante regista Dennis Muren ideò un cortometraggio di fantascienza, The Equinox ... Un viaggio nel soprannaturale, con i suoi amici Dave Allen e Jim Danforth. Il cortometraggio è stato realizzato con un budget di circa 6.500 dollari.
Alla Tonylyn Productions, una piccola compagnia cinematografica, piacque il film abbastanza da distribuirlo. Producer Jack H. Harris hired film editor Jack Woods, che in precedenza aveva lavorato con John Cassavetes, ha diretto riprese aggiuntive per trasformare Equinox in un lungometraggio. L'American Film Institute rileva che il bilancio finale di produzione è stato $ 8,000. Intitolato semplicemente Equinox, Muren è stato accreditato come produttore associato nonostante abbia diretto gran parte del film e creato lui stesso gli effetti speciali.

## Riprese
Le riprese principali si sono svolte a Tujunga, California, e Griffith Park a Los Angeles. Jim Duron ha interpretato sia l'inserviente che il Gigante Verde.

## Rilascio
Equinox debuttò nelle sale di Dallas, Texas, il 6 maggio 1970. In seguito aprì a Detroit il 26 agosto 1970 e a Los Angeles il 31 marzo 1971.

## Home media
Non molto tempo dopo la sua uscita cinematografica originale, il film è stato reso disponibile in bobine in formato Super 8 progettate per l'esposizione domestica.
Equinox è stato pubblicato su DVD nel giugno 2006 come release 338 nella Criterion Collection, includendo sia la versione cinematografica che la produzione originale di Muren, la prima volta che quest'ultima è stata ufficialmente pubblicata.
Conteneva anche un'introduzione del campione del film Forrest J. Ackerman.

## Critica
Nella sua recensione del film, Bill Gibron di DVD Talk ha scritto: "In un modo strano, Equinox è The Evil Dead con Ray Harryhausen che sostituisce Sam Raimi.  Ci sono così tante connessioni evidenti che devi immaginare che Sam e il suo clan si siano imbattuti in questa versione da qualche parte nella formazione del loro film e abbiano iniziato a prendere appunti stilistici. Anche se non può essere paragonato all'oscurità decisa di "Dead", "Equinox" riesce ad essere un intrattenimento efficace.
Dave Sindelar in Fantastic Movie Musings and Ramblings ha dato al film una recensione positiva, osservando che "nonostante l'ovvia economicità e il lungo programma di riprese che si traduce in personaggi che invecchiano davanti ai tuoi occhi", ha ritenuto che il film fosse potente e ha elogiato il film per il suo "avvincente senso del male lovecraftiano". Noel Murray in The A.V. Club ha valutato il film di un grado B, scrivendo: "È chiaro che questi ragazzi avevano più ingegno che risorse, e guardare Equinox è come una lezione su come fare qualcosa dal nulla."
Dennis Schwartz di Ozus' World Movie Reviews ha assegnato al film un voto C, affermando che il film è stato "notato solo per i suoi grandi effetti speciali".". L'autore e critico cinematografico Leonard Maltin ha dato al film 2 stelle su 4, affermando che il film "mescola cliché cinematografici con buoni effetti speciali".
A causa delle somiglianze nelle loro trame, si ritiene che "Equinox" abbia ispirato "Evil Dead", anche se questo non è stato confermato.
In un articolo per la Criterion Collection, Brock DeShane cita Tom Sullivan, artista degli effetti speciali e del trucco per i film di "Evil Dead", così ricorda riguardo alla visione del film:
Avevo visto Equinox almeno due volte nei drive-in prima di fare Evil Dead. Non ricordo di averne discusso con il regista di Evil Dead, Sam Raimi, ma le somiglianze sono notevoli. Penso che derivino dalla natura a basso budget di entrambi i film. Cioè, pochi personaggi, una location isolata e poco costosa ed effetti speciali ambiziosi. Tutto sommato, Equinox mi ha ispirato a continuare il mio obiettivo di fare film. Loro possono farlo ... '